# Villa Alexander (Naumburg)

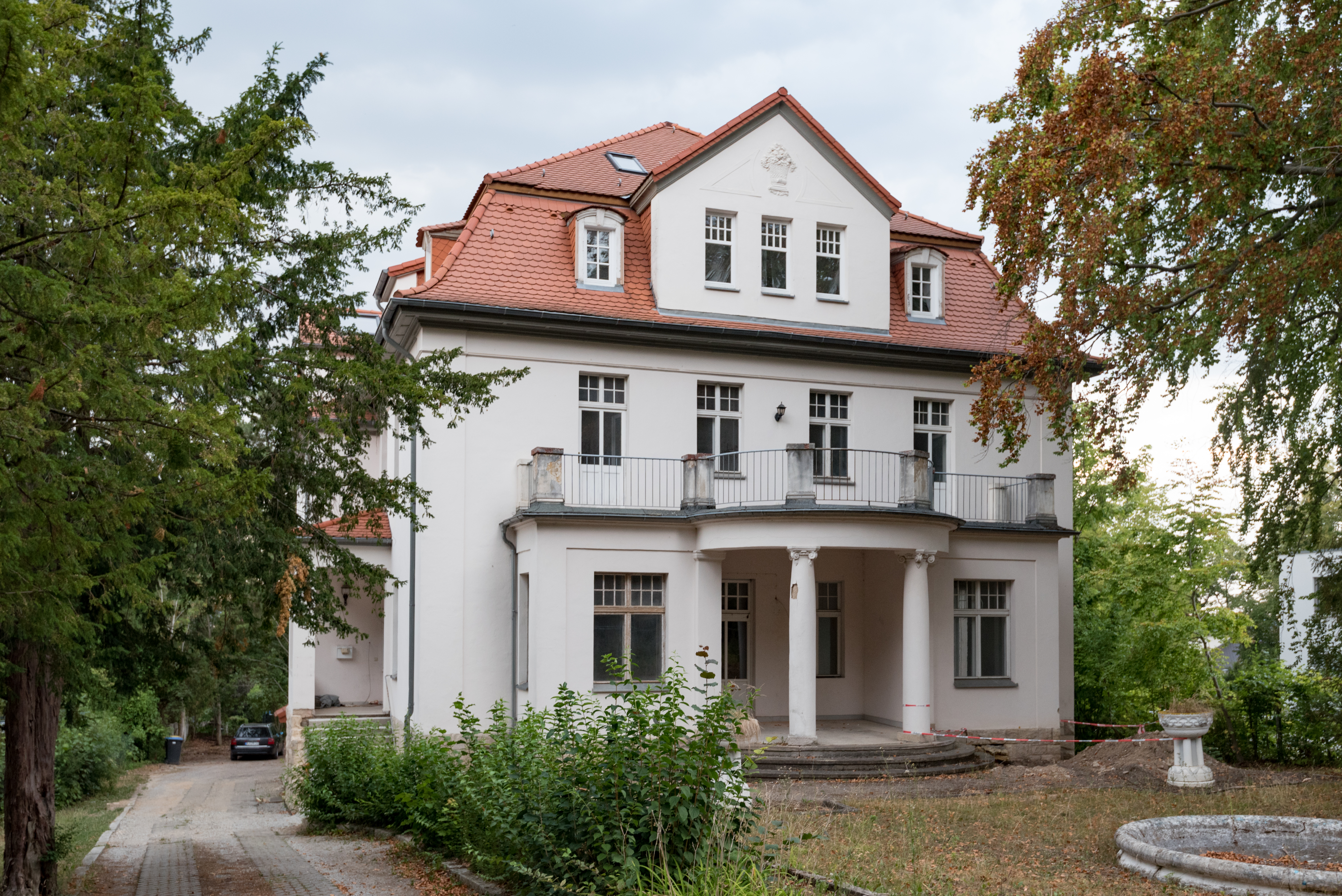
Villa Alexander

Die Villa Alexander ist eine denkmalgeschützte Villa in der Stadt Naumburg in Sachsen-Anhalt. Im örtlichen Denkmalverzeichnis ist sie unter der Erfassungsnummer 107 05082 als Baudenkmal verzeichnet.

## Allgemeines
Die Villa Alexander steht seit 2017 als Einzelbauwerk unter Denkmalschutz und gehört als Teil des Straßenzugs auch zum Denkmalbereich der Hochstraße in Naumburg.

## Gestaltung
Die zweigeschossige Villa mit Mansardwalmdach ist stilistisch der Reformarchitektur zuzuordnen, zeigt aber auch Einflüsse des Jugendstils. Das Gebäude ist gegliedert durch Gauben und Zwerchhäuser im Dach sowie durch Erker. Auf der Straßenseite befindet sich ein Balkon über einem schmalen Vorbau mit mittiger, halbrunder Veranda. Zum Bauwerk gehört ein Vorgarten mit einem Eckpavillon und einem großen, parkartig angelegten Gartengelände an der Nordseite.
Im Erdgeschoss befinden sich in der ursprünglichen Raumaufteilung eine große Halle, die Wohnräume und ein großes Speisezimmer. Es sind viele bauzeitliche Elemente erhalten, dazu zählen Bodenbeläge, Wandverkleidungen aus Naturstein und Holz, Türen, Fenster und Treppe. Im Obergeschoss befanden sich die Schlafräume. Auch hier ist bauzeitliche Ausstattung erhalten, darunter Türen und Wandschränke. Von der Badezimmerausstattung sind Reste der Wand- und Bodenverkleidung in Naturstein erhalten. Der hintere Gebäudebereich und das Dachgeschoss wurden durch neuzeitliche Einbauten verändert. Insgesamt gilt die Villa aber als authentisch erhaltenes Zeugnis großbürgerlicher Wohnkultur und Lebensweise zu Beginn des 20. Jahrhunderts.
Im Keller der Villa befinden sich Gefängniszellen aus der Nachkriegszeit, als hier der sowjetische Stadtkommandant residierte.

## Geschichte
Erbaut wurde die Villa 1912 vom Mauermeister Carl Riedling jun. für Hauptmann Adolf Alexander. Nach dem Zweiten Weltkrieg war das Gebäude der Sitz des sowjetischen Stadtkommandanten.

## Lage
Die Villa Alexander befindet sich unter der Adresse Hochstraße 2 am Südrand des Naumburger Bürgergartenviertels.